# Salgsteknik
Salgsteknik handler om de teknikker, værktøjer og færdigheder, der indgår i en salgsproces. Normalt betegner det de elementer, der indgår i et møde mellem køber og sælger, men kan også omhandle de processer, der foregår omkring selve salgsmødet.
De fleste salgsteknikker angiver nogle hovedprincipper, hvor et salgsmøde typisk er struktureret ved at indeholde et antal faser. 

## Historie
Indtil for 40-50 år siden var der ofte tale om indlærte "salgstaler", hvor en sælger "lirede" en forberedt tale af. I mere moderne former indgår der i de første faser ofte en behovsanalyse, hvor man benytter spørgeteknikker til at finde frem til kundens behov og derefter en præsentationsfase, hvor man argumenterer for produktet.
I de mest moderne former er især behovsanalysen gjort avanceret ved at man leder kunden igennem en række erkendelser af egne behov, hvorved salgsmødet fremstår som rådgivende og konsultativt.

## Teknikker
Blandt de klassiske salgsteknikker kender man nøgleord som AIDA, BALA, DABA, ruseteknik, SPIN o. lign.
I dansk terminologi er de mest udbredte 3S-modellen og BEPS = Behov, Enighed, Præsentation og Salg.